# Wanderley
Wanderley là một đô thị thuộc bang Bahia, Brasil. Đô thị này có diện tích 3043,408 km², dân số năm 2007 là 13658 người, mật độ 4,5 người/km².